# Напаєдла

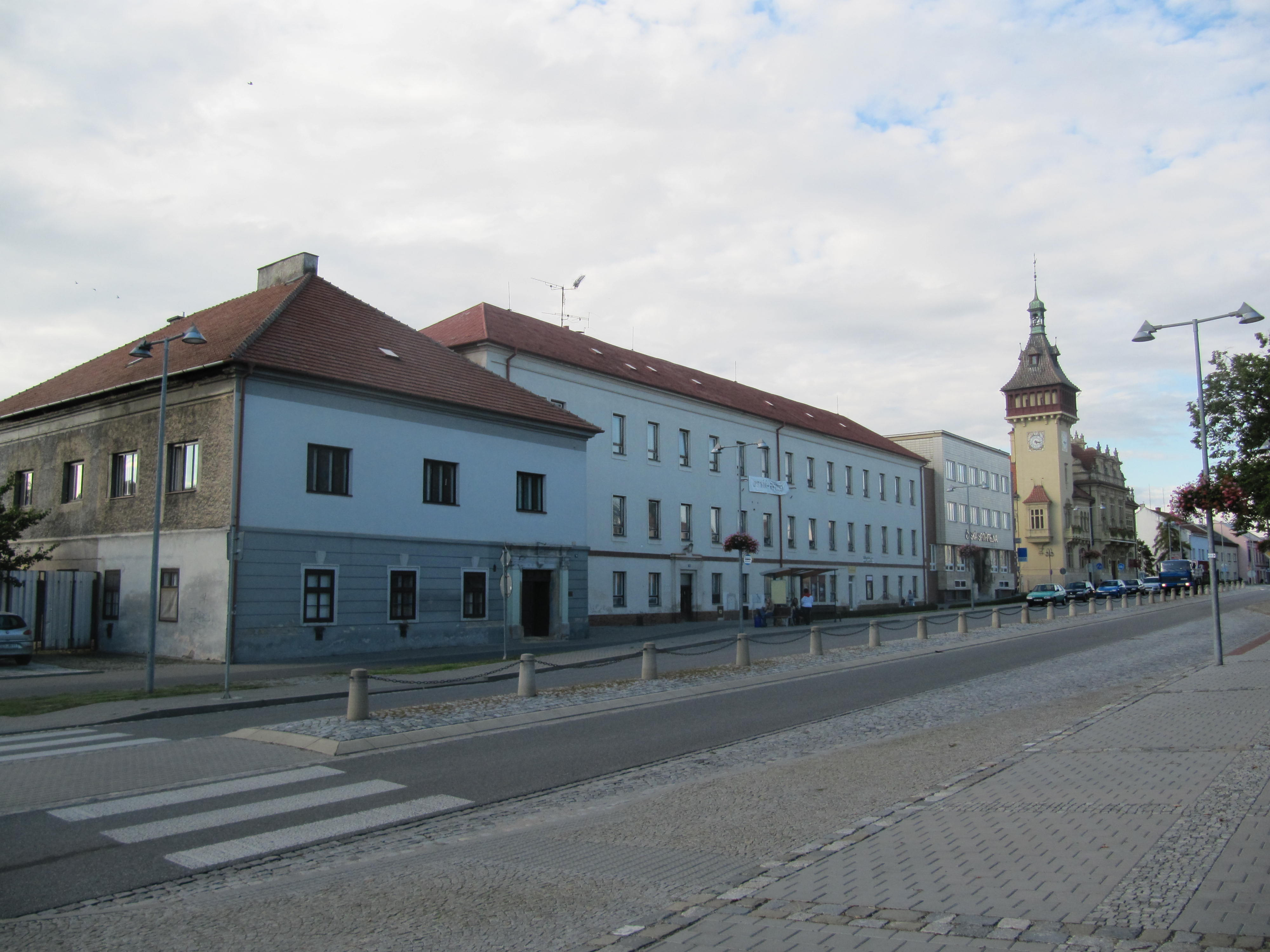
Масарикова площа з частиною старого замку

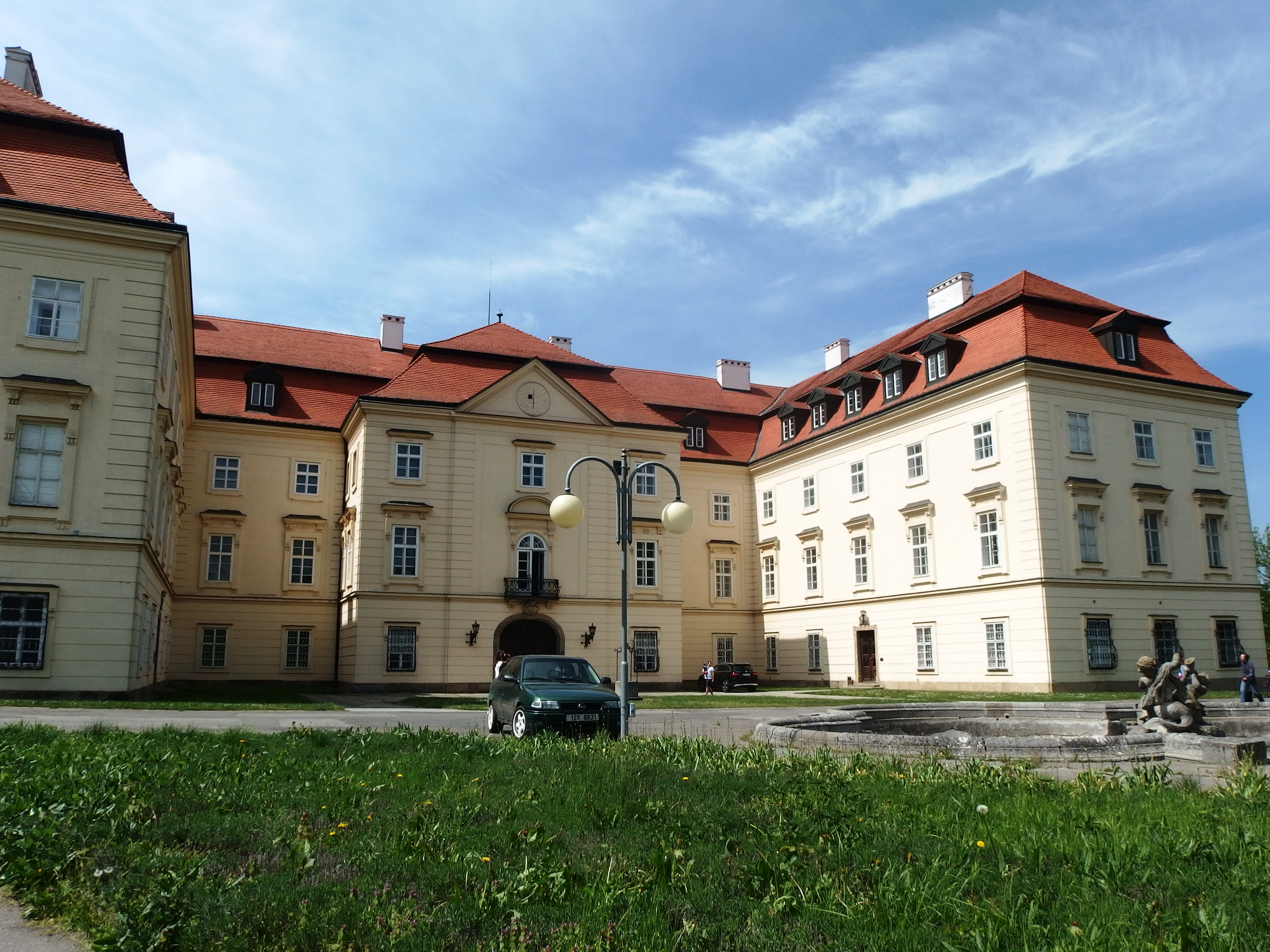
Замок Напаєдла

Напаєдла (чеськ. Napajedla, нім. Napajedl) — місто у Злінському окрузі Злінського краю Чехії. У ньому проживає близько 7200 жителів. Історичний центр міста добре збережений і охороняється законом як пам'ятна зона міста.

## Етимологія
Назва міста походить від дієслова napojit, що означає «напувати (коней)». Мається на увазі брід, який використовували військові каравани для зупинок і підкріплення. Отже, Напаєдла перекладається буквально як «напування коней».

## Географія
Напаєдла розташована на річці Морава і знаходиться приблизно у 7 кілометрах на південний захід від Зліна. Вона утворює агломерацію з сусіднім містом Отроковиці. Більша частина муніципальної території лежить на Візовіцейській височині, але територія на правому березі Морави тягнеться до хребта Хржиби. Найвища точка — пагорб Макова (338 м над рівнем моря).

## Історія
Перша письмова згадка про Напаєдлу відноситься до 1355 року. У XIV столітті поселення отримує право проводити ринки. Тривалий час ним володіла родина Жеротинів. Наступним важливим власником була родина Ротталів. Під час їх правління маєток значно розрісся, і вони збудували церкву Св. Варфоломія.
Маєток Напаєдла досяг найбільшої слави за родини Штокау. Був заснований сірчаний курорт з цілющою мінеральною водою, і Напаєдла стала дуже популярним місцем рекреації. Вперше про існування мінеральних джерел згадується в документах 16 століття. Джерела сильно постраждали під час будівництва залізниці в середині 19 століття, і лише одне джерело збереглося. Курорт був закритий в середині 20 століття 
У 1898 році Напаєдлу віднесено до категорії міст.

## Культура

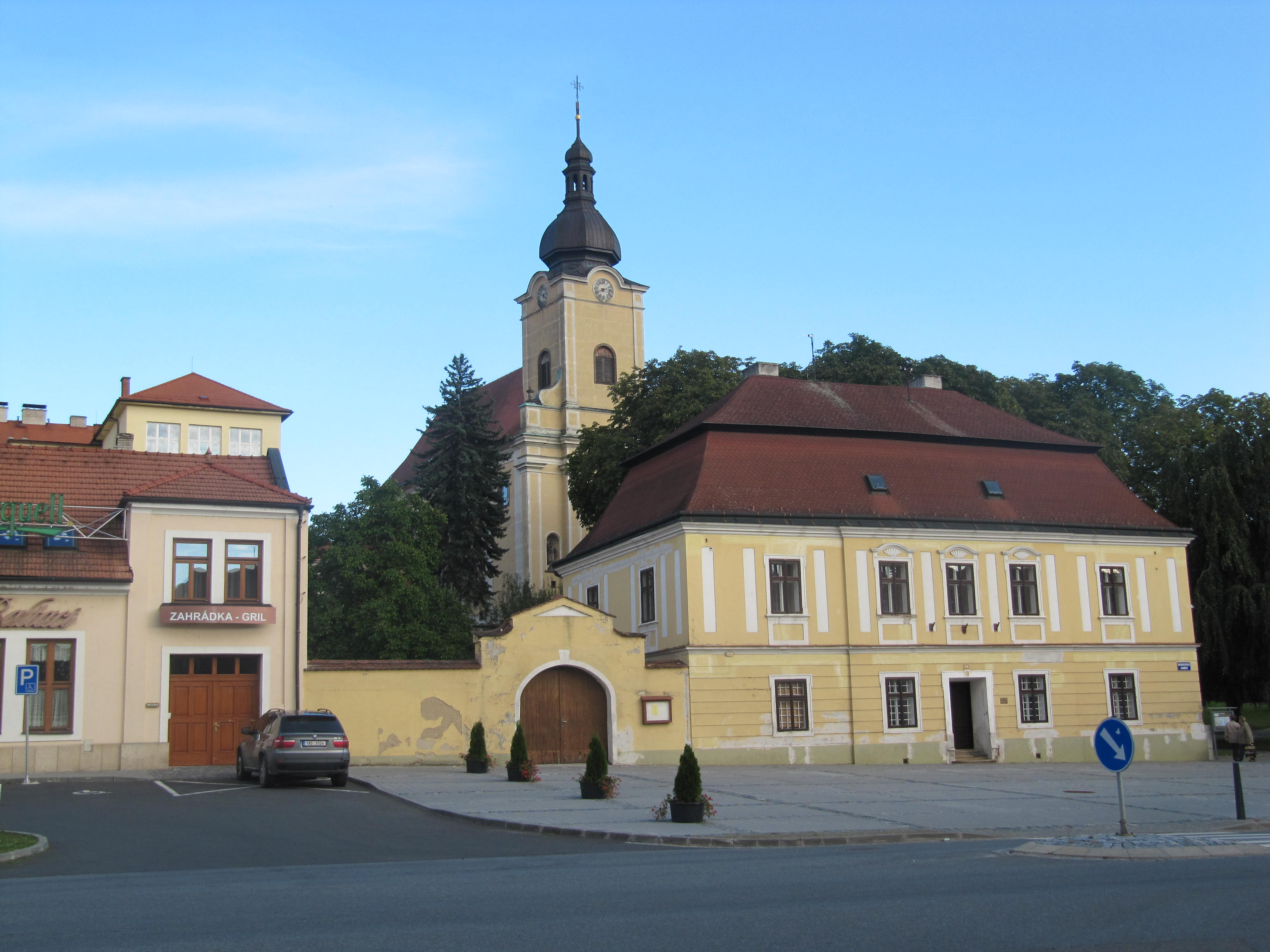
Церква Святого Варфоломія

Напаєдла розташована на трикутнику культурно-етнографічних регіонів Моравської Валахії, Моравської Словаччини та Гани. У місті щорічно проходить зустріч фольклорних ансамблів під назвою Moravské chodníčky . Працюють фольклорні ансамблі Радован і Радованек з багаторічною історією.
Серед інших щорічних культурних подій — святкування Дня св. Вацлава та театральний фестиваль аматорських колективів.

## Міста-побратими
- Борськи Микулаш, Словаччина
- Кляк, Словаччина
- Остри Грунь, Словаччина